# Aiša
Aiša bint Abdullah b. Osman b. Amir b. Amr b. K'ab b. S'ad b. Tejjim b. Murre.  r.a. (arp. عائشة) `ā'isha, „ona koja živi“, takođe se piše i A'ishah, Ayesha, 'A'isha, ili 'Aisha, Turski Ayşe, Majka pravovernih. Aiša je kćer Ebu-Bekra i Umm Rumman, poreklom je iz plemena Kurejš. Aiša je bila udata za Muhameda. Smatra se da je bila njegova miljenica. U Islamskoj literaturi često se oslovljava sa Majkom vernika. 

## Udaja
Prema predanju Muhamed je oženio Aišu po naredbi svoga Gospodara Alaha, a doneo mu je Džibril njen lik u komadu svile, pre nego što će je oženiti. Hadis kaže: „Rekao je Poslanik, neka je mir s njim, Aiši: “Pokazano mi je u snu kako te dovodi melek u platnu od kvalitetne svile, govoreći mi: „Ovo je tvoja žena.“ Zatim sam otkrio veo sa tvoga lica, pa kad ono ti. Rekao sam: Ako ovo bude od Alaha, ostvariće se.“ 
Postoje različita mišljenja o starosti Aiše u vreme udaje za Muhameda. Prema nekim mišljenjima Poslanik Muhammed se verio sa Aišom u Meki, kada je imala šest godina, dve godine nakon smrti Hatidže, Muhammedove prve i najdraže žene, a oženio je u Medini, kada je imala devet godina i to u mesecu ševalu prve godine po hidžri. Sa Muhammedom je živela devet godina, a postala je udovica u osamnaestoj. 
Prema drugom mišljenju koje se temelji na računanju Aišinih godina prema njenoj sestri Esmi, Aiša je imala devetnaest godina kada se udala za Poslanika Muhammeda. Naime, kaže se da je Esma imala dvadest osam godina u prvoj godini po Hidžri, a bila je starija od Aiše deset godina, koja je prve godine po Hidžri imala prema ovom računu osamnaest godina. Udala se za Poslanika Muhammeda godinu dana po Objavi, a verili su se kada je imala četrnaest ili petnaest godina. Esma je umrla u stotoj godini starosti u sedamdest i trećoj godini po Hidžri.
Takođe, neki smatraju da je Aiša imala najmanje deset godina u vreme veridbe, a između četrnaest i petnaest godina kada se udala za Poslanika Muhammeda.

## Život Aiše
Aiša sa Poslanikom nije imala dece. Dosta predaja govori o tome da je Aiša bila najdraža supruga Poslanikova. Ebu Musa prenosi hadis: „Savršenstvo su dostigli mnogi muškarci, a od žena samo: Merjem bint Imran i Asija bint Muzahim, faraonova žena, a Aiša u odnosu na ostale žene odlikuje kao što popara odlikuje nad ostalim jelima“
Ipak, sama Aiša je bila ljubomorna na Hatidžu, jedinu Poslanikovu suprugu sa kojom je imao potomstvo uprkos tome što je, kada se Aiša udala za Poslanika, Hatidža već bila mrtva.
Poslanik Muhammed je umro na Aišinom krilu. 

### Prenosilac hadisa
Aiša je prenela je od Poslanika Muhammeda 1210 hadisa. El-Buhari i Muslim, prenosioci pouzdanih hadisa, složili su se na 174 njena hadisa, dok sam Buharija beleži pedeset četiri, a sam Muslim njih šezdeset osam. Najveći broj hadisa koje je prenela Aiša su propisi, zbog toga se kaže da je prenela četvrtinu šerijata. Ata' ibn Ebi-Rebbah kaže: „Aiša je bila najboljeg razumevanja u fikhu, najučenija i najtačnijeg viđenja u svemu uopšteno.“
Mesruk ibn El-Edzde'a je rekao: „Vidio sam starije, ugledne ashabe Poslanika, s.a.v.s., kako je pitaju o naslednom pravu.“ 
Od nje prenosi veliki broj ashaba, njen otac Ebu-Bekr, Omer ibn El-Hattab, njegov sin Abdullah, Ebu-Hurejre, Ibn-Abbas, Amr ibn El-As, Ebu-Musa El-Esari, i drugi.

### Objave zbog Aiše
Zbog Aiše je objavljeno nekoliko kuranskih objava. Prvenstveno iz političkih razloga, Muhammed se oženio sa nekoliko žena nakon Hatidžine smrti. Između njih je ponekad dolazilo do rivaliteta. Tako je u dogovoru sa Hafsom Aiša rekla Poslaniku da ima neugodan zadah od meda koji je jeo kod Zejnebe, njegove supruge, kako bi on prestao da kod nje jede med koji je mnogo voleo. Jedan drugi hadis kaže da je Muhammed uzeo med od Hafse, a Aiša se dogovorila sa Sevdom. Zbog toga što Poslanik nije voleo neugodne mirise, ta zamerka mu je teško pala i odlučio je da više ne uzima med od Zejnebe. Nakon toga je objavljena kur'anska sura El Tahrim:
"O vjerovjesniče, zašto sebi uskraćuješ ono što ti je Allah dozvolio - u nastojanju da žene svoje zadovoljiš?... Ako vas dvije učinite pokajanje Allahu, pa - vi ste bile učinile ono zbog čega je trebalo da se pokajete... Ako vas on razvede, Gospodar njegov će mu dati umjesto vas boljih žena od vas; odanih Allahu, pokajnica, koje se Allaha boje, koje poste, udovica i djevojaka" (66:1-5).
Druga Objava koja je povezana direktno sa Aišom je jedanaesti ajet sure El Nur: "Među vama je bilo onih koji su iznosili potvoru..." Naime, pete godine posle Hidžre, Aiša se prilikom jednog putovanja kroz pustinju udaljila od karavana jer je izgubila ogrlicu i krenula da je traži, a nosači su poneli njenu nosiljku i otišli sa karavanom ne primetivši da je nema jer je bila lagana i sitne građe. Kada je shvatila da je ostala iza karavana, Aiša je ostala da čeka da se vrate po nju i u međuvremenu zaspala. Tu ju je pronašao i prepoznao jedan beduin, Safvan Ibn Muattal El Sulemi, i doveo u Medinu. Međutim, kada su građani Medine videli da se Muhammedova žena vraća iz pustinje sa nepoznatim muškarcem, počela su govorkanja. Aišino izostajanje i gubljenje iza ostalih bio je povod da je Abdullah ibn Ubejj ibn Ebi Selul optuži za blud. Uskoro je cela Medina čula za to. Pošto je takva situacija dovodila u pitanje kredibilitet poslaničke misije, Muhammedov zet Alija je tom prilikom preporučio poslaniku da se razvede, od čega je potekao kasniji Aišin animozitet prema njemu. Ta situacija potrajala je oko mesec dana sve dok nije došla Objava koja svedoči da je Aiša nepravedno optužena.

## Smrt
Pošto je postojala direktna zabrana venčanja sa suprugama Poslanika Muhammeda, Aiša se posle smrti svoga muža nije nikada više udala.
Aiša je umrla 17. ramazana, 58. godine po hidžri, a sahranjena je u Bekijji.

## Spoljašnje veze
1. Starost Aiše u vrijeme udaje
2. Život Aiše r.a.